# Plateosauravus
Plateosauravus cullingworthi
Genre
Espèce

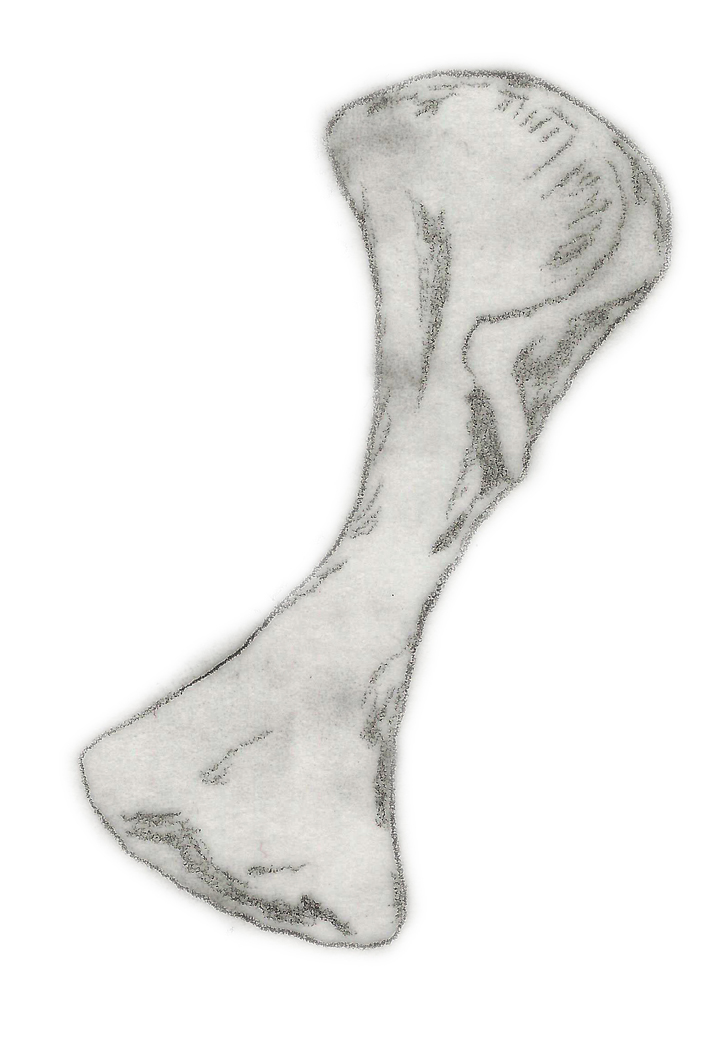
Humerus de Plateosauravus cullingworthi.

Plateosauravus (« l’ancêtre de Plateosaurus ») est un genre éteint de dinosaures sauropodomorphes herbivores basaux, généralement attribués à la famille des Plateosauridae, et ayant vécu au Trias supérieur dans ce qui est maintenant l'Afrique du Sud.
Une seule espèce est rattachée au genre, Plateosauravus cullingworthi, décrite par Friedrich von Huene.

## Historique
En 1924, Sidney Haughton nomme Plateosaurus cullingworthi un squelette partiel (références SAM 3341, 3345, 3347, 3350-51, 3603, 3607). Le nom spécifique honore le découvreur de ce spécimen type T.L. Cullingworth. Friedrich von Huene le réévalue en 1932, et en fait un nouveau genre distinct, nommé Plateosauravus.
En 1976, Jacques van Heerden le réaffecte au genre Euskelosaurus et cela a été ainsi était habituellement considéré.
En 2003 et 2006, Adam Yates réintroduit le genre Plateosauravus à la place d'Euskelosaurus,
au moins pour le spécimen type,,.

## Matériel fossile
Le matériel fossile est constitué d'une douzaine d'autres squelettes partiels découverts dans le parc national Kruger.

## Description
Plateosauravus est un platéosauridé de grande taille, d'une longueur d'environ 8 mètres.